# Günther von Wüllersleben
Günther von Wüllersleben (... – Acri, 3 o 4 maggio 1252) è stato l'ottavo Gran maestro dell'Ordine teutonico dal 1249 fino alla sua morte.

## Biografia
Von Wüllersleben proveniva da una ricca famiglia patrona dell'Abbazia di Hersfeld la cui sede era a Bad Hersfeld. Non si sa di preciso quando sia entrato a far parte dell'Ordine Teutonico, ad ogni modo servì ad Acri sino al 1215. Egli fu un grande amico dei Gran Maestri Hermann von Salza e Heinrich von Hohenlohe, aiutando quest'ultimo nelle proprie missioni diplomatiche segrete per conto dell'ordine. Egli trascorse il 1244 nella regione della Prussia quando seguì sotto il Maestro dell'Ordine di Livonia, Poppo von Osterna.
Günther von Wüllersleben venne prescelto per assurgere al ruolo di Gran Maestro dal capitolo dell'Ordine Teutonico nel 1249 o nel 1250 ad Acri. Ludwig von Queden, il prescelto alla successione dal partito papista diretto da Dietrich von Grüningen, venne invece proclamato Landmeister di Prussia. Come suprema autorità dell'ordine, von Wüllersleben risiedette in Terra Santa e probabilmente non lasciò mai Acri.
Ad ogni modo poco si sa del suo operato come Gran Maestro, certo è che von Wüllersleben cercò di riconciliare il partito papale e quello imperiale che avevano demoralizzato la vita dell'ordine. Egli si preoccupò sostanzialmente di inviare missioni e ambascerie in luoghi lontani. Per un breve periodo, fu in grado di surclassare il partito papista che governava difatti il capitolo.